# Gęstość liniowa
Gęstość liniowa – masa (lub ładunek elektryczny) przypadająca na jednostkę długości. Gęstość liniowa zależy od średnicy mierzonego obiektu i znajduje zastosowanie tam, gdzie ta średnica jest względnie stała - np. w chemii polimerów albo przy określaniu gęstości włókien syntetycznych.